# Corneliu Papură
Corneliu Papură (Craiova, 1973. szeptember 5. –) román válogatott labdarúgó, edző.

## Pályafutása

### Klubcsapatban
Craiovában született és itt is kezdett el futballozni az Universitatea Craiova csapatában, ahol először 1991 és 1996 között játszott. 1993-ban román kupagyőztes lett. 1996-ban Franciaországba a Stade Rennais együtteséhez igazolt. Három idényt követően, 1999-ben visszatért a Craiovához. Később játszott még két alkalommal a Național Bucureștiben (2001, 2006–07), az izraeli Bétár Jerusálajimban (2001–02), a ciprusi AÉ Lemeszúban (2004–05), a kínai Csangcsun Jatajban (2005), illetve Kuangcsouban (2006) is.

### A válogatottban
1994 és 1996 között 12 alkalommal szerepelt a román válogatottban. Részt vett az 1994-es világbajnokságon.

## Sikerei, díjai
Universitatea Craiova
- Román kupa (1): 1992–93